# Cale Boyter
Cale Boyter (28 juni 1972) is een Amerikaans filmproducent.

## Carrière
Boyter begon zijn carrière in de entertainmentindustrie als medewerker van twee Texaanse producenten. De twee bleken fraudeurs te zijn, waardoor hun onderneming werd opgedoekt door de Federal Communications Commission. Nadien verhuisde Boyter naar Los Angeles, waar hij een assistent werd bij het talentenbureau Paradigm Literary Agency. In 1998 maakte hij de overstap naar New Line Cinema, waar hij zich opwerkte tot uitvoerend producent en mee verantwoordelijk werd voor producties als Blade: Trinity (2004), Wedding Crashers (2005) en A History of Violence (2005). In 2008 werd hij door de toen pas benoemde voorzitster Mary Parent naar MGM gehaald. Hij werd er ondervoorzitter van de productie-afdeling.
Samen met Parent richtte hij nadien het productiebedrijf Disruption Entertainment op. Begin maart 2016 ging Parent bij Legendary Pictures aan de slag. In haar zog stapte ook Boyter over naar Legendary.

## Filmografie
Als (co-)producent
- How to Eat Fried Worms (2006)
- Journey to the Center of the Earth (2008)
- Noah (2014)
- Same Kind of Different as Me (2017)
- Pacific Rim: Uprising (2018)
- Pokémon Detective Pikachu (2019)